# فتح الله الكاشاني
المولى فتح الله بن شكر الله الكاشاني (ت. 988 هـ) محدث ومفسر شيعي إيراني من علماء الشيعة الإثني عشريَّة في العهد الصفوي، وبالتحديد في عهد الشاه طهماسب الصفوي، وهو من تلامذة علي بن الحسن الزواري.

## مؤلفاته
من مؤلَّفاته التي ذكرها الطهراني في مواضع متفرِّقة من الذريعة، ومحسن الأمين في ترجمته له في أعيان الشي:
| - منهج الصادقين في تفسير القرآن المبين وإلزام المخالفين. تفسير فارسي. - خلاصة المنهج. مختصر لكتابه منهج الصادقين. - زبدة التفاسير. تفسير عربي. - ترجمة القرآن. | - تنبيه الغافلين وتذكرة العارفين. شرح فارسي على كتاب نهج البلاغة. - شرح احتجاج الطبرسي. شرح على كتاب الاحتجاج لأحمد بن أبي طالب الطبرسي. - ملاذ الفقهاء. - مادة التاريخ. |